# 16258 Willhayes
16258 Willhayes este un asteroid din centura principală de asteroizi.

## Descriere
16258 Willhayes este un asteroid din centura principală de asteroizi. A fost descoperit pe 6 mai 2000 la Socorro, New Mexico, în cadrul proiectului LINEAR. Asteroidul prezintă o orbită caracterizată de o semiaxă mare de 2,47 ua, o excentricitate de 0,13 și o înclinație de 8,6° în raport cu ecliptica.